# Regierungsbezirk Aussig

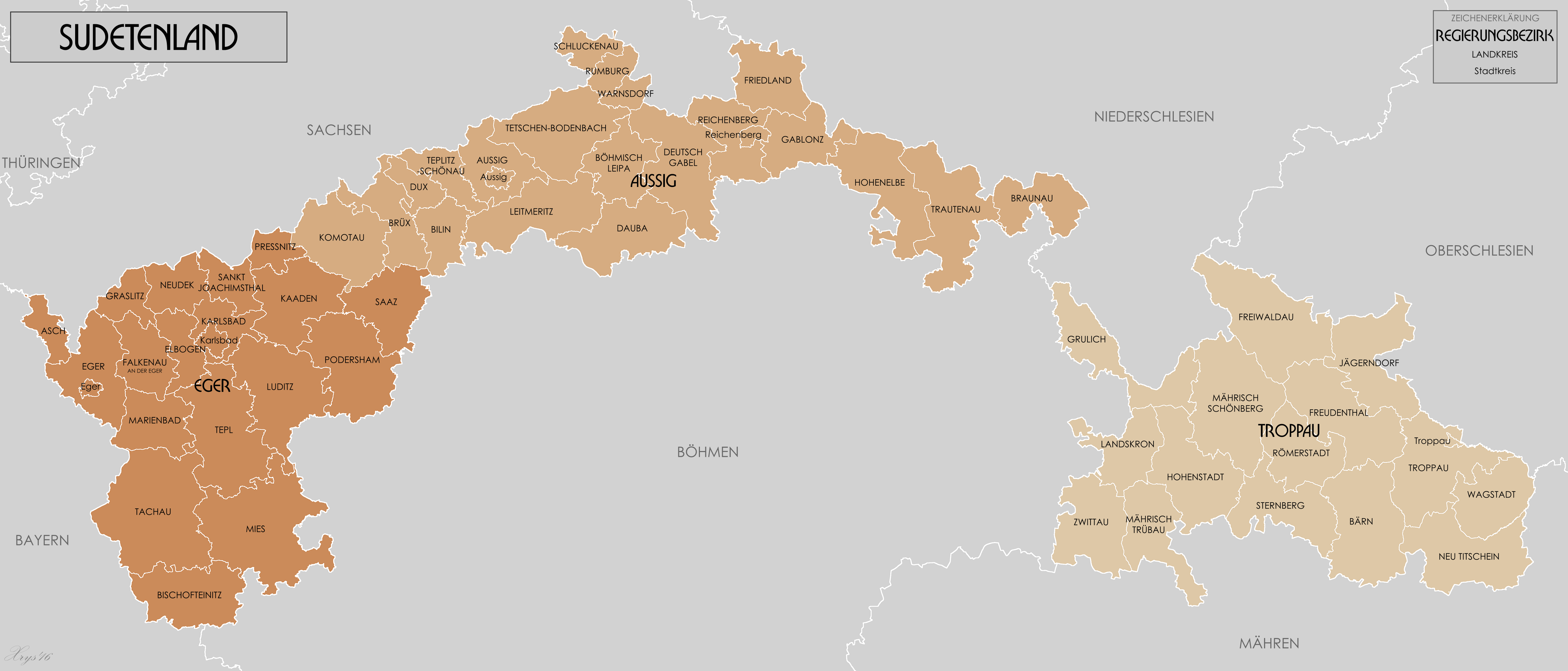
Verwaltungskarte des Reichsgaus Sudetenland mit Land- und Stadtkreisen (1944)

Der Regierungsbezirk Aussig war eine Verwaltungseinheit des Reichsgaues Sudetenland im Deutschen Reich. Sie lag auf dem Gebiet der heutigen Tschechischen Republik.

## Geschichte
Der Regierungsbezirk Aussig bestand in den Jahren 1939 bis 1945.
Nach Kriegsende wurde das Gebiet wieder Teil der Tschechoslowakei, die Deutschen wurden aufgrund der Beneš-Dekrete vertrieben. Zuvor amtierte als Chef der Zivilverwaltung (CdZ) ab 1938 der Jurist Friedrich Bachmann (1884–1961) und als Regierungspräsident von 1938 bis 1945 Hans Krebs (1888–1947).

## Verwaltungsgliederung
| Name                              | Fläche (km²) | Bevölkerung (Stand: 17. Mai 1939) |
| --------------------------------- | ------------ | --------------------------------- |
| Stadtkreis Aussig                 | 36,86        | 67.063                            |
| Stadtkreis Reichenberg            | 37,35        | 69.195                            |
| Landkreis Aussig                  | 318,81       | 56.201                            |
| Landkreis Bilin                   | 236,50       | 33.559                            |
| Landkreis Böhmisch Leipa          | 328,78       | 48.356                            |
| Landkreis Braunau                 | 330,16       | 34.386                            |
| Landkreis Brüx                    | 348,26       | 90.929                            |
| Landkreis Dauba                   | 495,10       | 25.511                            |
| Landkreis Deutsch Gabel           | 577,45       | 45.468                            |
| Landkreis Dux                     | 139,73       | 39.486                            |
| Landkreis Friedland (Isergebirge) | 372,81       | 36.595                            |
| Landkreis Gablonz an der Neiße    | 296,48       | 96.006                            |
| Landkreis Hohenelbe               | 551,59       | 62.246                            |
| Landkreis Komotau                 | 493,90       | 85.572                            |
| Landkreis Leitmeritz              | 550,25       | 71.547                            |
| Landkreis Reichenberg             | 406,95       | 64.070                            |
| Landkreis Rumburg                 | 125,78       | 39.421                            |
| Landkreis Schluckenau             | 140,72       | 34.844                            |
| Landkreis Teplitz-Schönau         | 202,99       | 97.112                            |
| Landkreis Tetschen-Bodenbach      | 603,53       | 118.118                           |
| Landkreis Trautenau               | 610,63       | 73.376                            |
| Landkreis Warnsdorf               | 88,53        | 37.723                            |